# فان (باشقیرستان)
فان (به لاتین: Fan) یک منطقهٔ مسکونی در روسیه است که در باشقیرستان واقع شده‌است.